# STS-58
STS-58 est la quinzième mission de la navette spatiale Columbia.

## Équipage
- Commandant : John E. Blaha (4)  États-Unis
- Pilote : Richard A. Searfoss (1)  États-Unis
- Spécialiste de mission : M. Rhea Seddon (3)  États-Unis
- Spécialiste de mission : William S. McArthur (1)  États-Unis
- Spécialiste de mission : David A. Wolf (1)  États-Unis
- Spécialiste de mission : Shannon W. Lucid (4)  États-Unis
- Spécialiste de la charge utile : Martin Fettman (1)  États-Unis

Le chiffre entre parenthèses indique le nombre de vols spatiaux effectués par l'astronaute au moment de la mission.

## Paramètres de la mission
- Masse :
  - Navette à vide : 103 146 kg
  - Chargement : 11 803 kg
- Périgée : 284 km
- Apogée : 294 km
- Inclinaison : 39,0°
- Période : 90,36 min

## Objectifs
La mission STS-58 est une mission Spacelab, qui est dédiée aux sciences de la vie. La dissection de six rats pendant la mission a été controversée.